# Mussaenda teysmanniana
Mussaenda teysmanniana är en måreväxtart som beskrevs av Friedrich Anton Wilhelm Miquel. Mussaenda teysmanniana ingår i släktet Mussaenda och familjen måreväxter. Inga underarter finns listade i Catalogue of Life.